# Leibniz lag
Leibniz lag eller principen om identiska storheters oskiljaktighet är den logiska princip som säger att om a och b är identiska objekt så har a och b samma egenskaper. Allt som är sant om a är också sant om b. Principen kan också uttryckas som att om x = y så Fx ⇔ Fy, där F är en godtyckligt vald egenskap. Principen förknippas med den tyske filosofen Gottfried Leibniz, som har givit namn åt den. Principens giltighet har ifrågasatts, bland annat av Gottlob Frege, som påpekade att identiteten inte gäller i intentionala kontexter, t.ex. där personer har vissa eventuellt felaktiga trosföreställningar. Jämför följande resonemang:
1. Olle Carle och kåsören "Cello" är samma person (de är identiska).
2. Olle Carles granne herr Granlund läser Expressen varje dag, utan att veta om att Carle och Cello är samma person.
3. Granlund tycker att Cello är en mycket rolig person.
4. Granlund anser däremot att Olle Carle är en sur och trist gubbe.
5. Alltså har Cello en egenskap som Olle Carle saknar, nämligen att vara ansedd som rolig av herr Granlund.
6. Alltså kan de, om Leibniz lag gäller, inte vara identiska, vilket motsäger 1.

Den omvända principen, att två objekt med samma egenskaper måste vara identiska, kallade Leibniz för principen om oskiljaktiga storheters identitet (latin principium identitatis indiscernibilium).